# Környezetkárosítás
A környezetkárosítás a közegészség elleni bűncselekmények csoportba tartozik, a bűncselekmény jogi tárgya az emberi környezet védelméhez fűződő társadalmi érdek. A környezet megóvása alapfeltétel az ember egészsége szempontjából, ezért a környezet védelmének általános szabályairól szóló 1995. évi LIII. törvény megalkotása tette szükségessé, hogy a Btk. büntetni rendelje az emberi környezet károsítását.

## Magyar szabályozás
Btk. 241. § (1) Aki a földet, a levegőt, a vizet, az élővilágot, valamint azok összetevőit jelentős mértékű szennyezéssel vagy más módon
- a) veszélyezteti,
- b) olyan mértékben károsítja, hogy annak természetes vagy korábbi állapota csak beavatkozással állítható helyre,
- c) olyan mértékben károsítja, hogy annak természetes vagy korábbi állapota nem állítható helyre, bűntettet követ el, és az a) pontban meghatározott esetben három évig, a b) pontban meghatározott esetben öt évig, a c) pontban meghatározott esetben két évtől nyolc évig terjedő szabadságvesztéssel büntetendő.

(2) Aki személyes használatra szolgáló mennyiséget meghaladó, ózonréteget károsító anyagot vagy ilyen anyagot tartalmazó terméket az ország területére behoz, onnan kivisz, vagy azt forgalomba hozza, bűntettet követ el, és három évig terjedő szabadságvesztéssel büntetendő.
(3) Aki a környezetkárosítást gondatlanságból követi el, vétség miatt az (1) bekezdés a) pontja, illetve a (2) bekezdés esetén egy évig terjedő szabadságvesztéssel, közérdekű munkával vagy pénzbüntetéssel, az (1) bekezdés b) pontja esetén két évig terjedő szabadságvesztéssel, közérdekű munkával vagy pénzbüntetéssel, c) pontja esetén három évig terjedő szabadságvesztéssel büntetendő.
(4) Az (1) bekezdés a) pontja, valamint a (3) bekezdés első és második fordulata esetén az elkövető nem büntethető, az (1) bekezdés b) pontja esetén pedig büntetése korlátlanul enyhíthető, ha az elsőfokú ítélet meghozataláig a cselekménye által bekövetkezett veszélyt, illetve környezetkárosodást megszünteti, a károsodott környezetet helyreállítja.
(5) E § alkalmazásában szennyezés: a föld, a levegő, a víz, az élővilág, valamint azok összetevői jogszabályban vagy hatósági határozatban megállapított kibocsátási határértéket meghaladó terhelése.

### Elkövetési tárgy
A bűncselekmény elkövetési tárgya a föld, levegő, víz, élővilág, valamint ezek összetevői. A föld a védelme kiterjed az ásványokra, termőképességére, élővilágának oltalmazására. A víz védelme kiterjed a felszíni és felszín alatti vízekre, medrére, partjára. A levegő védelme kiterjed a légkör egészére, klímára. Az élővilág védelme kiterjed valamennyi élő szervezetre, életközösségeikre, élőhelyeikre.

### Elkövetési magatartás
A bűncselekmény elkövetési magatartásai az elkövetési tárgy
- veszélyeztetése – okozati összefüggésben létrejön a károsodás bekövetkezésének reális lehetősége.
- károsítása – a természetes vagy korábbi állapota csak beavatkozással állítható helyre.

Továbbá a (2) szakasz szerint a személyes használatra szolgáló mennyiséget meghaladó, ózonréteget károsító anyag vagy ilyen anyagot tartalmazó termék az ország területére 
- behozása,
- kivitele,
- forgalomba hozása.

### Egyéb
A bűncselekmény gondatlansággal is megvalósítható. A törvényi tényállás büntethetőséget megszüntető okot is tartalmaz: ha az elkövető az elsőfokú ítélet meghozataláig a cselekmény által bekövetkezett veszélyt megszünteti, akkor az elkövető nem büntethető, vagy korlátlanul enyhíthető.